# Gornja Garešnica
Gornja Garešnica is een plaats in de gemeente Berek in de Kroatische provincie Bjelovar-Bilogora. De plaats telt 175 inwoners (2001).